# Conescharellina grandiporosa
Conescharellina grandiporosa är en mossdjursart som beskrevs av Ferdinand Canu och Ray Smith Bassler 1929. Conescharellina grandiporosa ingår i släktet Conescharellina och familjen Biporidae. Inga underarter finns listade i Catalogue of Life.